# Parque natural Señorío de Bértiz
El Parque Natural del Señorío de Bértiz (oficialmente en euskera Bertiz, también Bertizko jaurerria)  de 2.040 ha, está localizado al noroeste de la  Comunidad Foral de Navarra, España. En el municipio de Bértiz-Arana, accediéndose desde la localidad de Oyeregui y Oronoz-Mugaire.  Fue declarado Parque Natural en 1984.

## Descripción
El territorio del parque natural perteneció a la familia Bértiz desde el siglo XIV. El titular del predio, Pedro Miguel Bértiz, fue nombrado Merino de las Montañas (o sea, juez de amplia jurisdicción), en el año 1392, por el rey Carlos III de Navarra.
La casa solariega fue levantada en 1847 por la antigua familia Bértiz, que continuó con la propiedad hasta el siglo XIX y ampliada en 1905 por sus últimos propietarios Don Pedro Ciga y su esposa Dª Dorotea Fernandez.
A la muerte sin descendencia de Francisco de Bértiz, en el año 1657 tomó posesión del Señorío Antonio Barragán. La Real Corte de Navarra, mediante sentencia de 1672, declaró la propiedad del palacio y mayorazgo de Bértiz a favor de Juan Francisco de Alduncin. El matrimonio de María Josefa de Alduncin, heredera del Señorío, con Francisco Javier de Elío, hizo que la propiedad pasara a esa familia (1741). Los Elío vendieron el Señorío a Pedro Andrés Oteiza, maderista y vecino de Narvarte (1881). El 20 de octubre de 1900 Oteiza vendió la finca a Pedro Ciga por la cantidad de seiscientas cincuenta mil pesetas. Los Ciga lo remodelaron a su estado actual y en el año 1949 lo donaron a la Comunidad Foral de Navarra, con la condición de que se conservara tal cual y de que fuera utilizado exclusivamente para fines recreativos, educativos y científicos.
Al sur, en la zona más baja a orillas del río Bidasoa en la localidad de Oyeregui, se encuentran el palacio y los jardines, en 3,4 ha que acogen una abundante colección botánica, con especies traídas de todos los lugares del mundo.
El resto del territorio al norte es una sucesión de valles y montes cubiertos de bosque atlántico autóctono, muy bien conservados dada la escasa explotación que de ellos se ha venido haciendo, abundando las hayas, los robles y las alisedas. En estos bosques hay numerosos ciervos, corzos y jabalíes, así como las típicas aves del bosque atlántico de pequeño y mediano tamaño.
En la cima del monte Aizkolegi se encuentra un chalet modernista, hoy abandonado, desde el que se disfrutan unas magníficas vistas del Parque y al que se llega mediante una pista forestal.